# St George (Arreton)

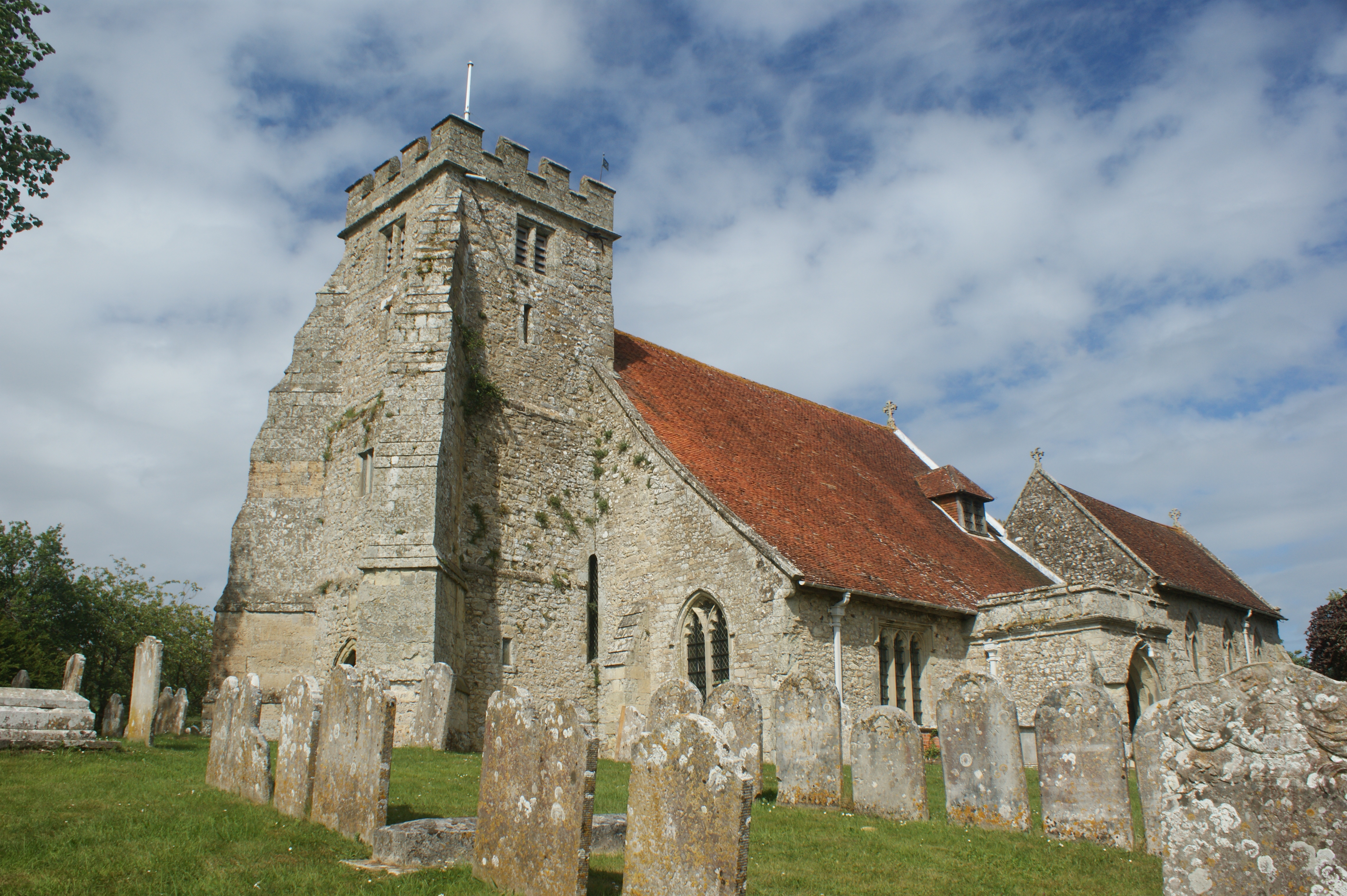
Ansicht von Südwesten

St George, auch St. George’s Church, ist eine Kirche in der Gemeinde Arreton auf der
englischen Insel Isle of Wight. Sie entstammt in weiten Teilen noch der normannischen Epoche, eine Ergänzung erfolgte im späten 13. Jahrhundert. Heute gehört sie zur Church of England der Province of Canterbury.

## Lage und Namen
Die Kirche liegt auf der Isle of Wight in ländlicher Umgebung etwa auf halber Strecke zwischen Newport und Shanklin. Zu erreichen ist sie von beiden Städten über die A3056, die im Gebiet von Arreton Main Road heißt. Die Kirche liegt gegenüber dem aus der ersten Hälfte des 17. Jahrhunderts stammenden Herrenhaus Arreton Manor. Ihren Namen hat sie vom Patrozinium des hl. Georg.

## Geschichte und Baugeschichte
Die Kirche stammt im Wesentlichen, vor allem im Westteil, inklusive des Glockenturms mit dem kräftigen Strebewerk, aus der frühen normannischen Zeit Englands im 12. Jahrhundert. Die nördliche Erweiterung des Langhauses ist etwas später, etwa um 1200 errichtet worden, die südliche Erweiterung nochmals später, sie stammt aus dem letzten Viertel des 13. Jahrhunderts. Möglicherweise war sie Ergebnis einer Streitigkeit zwischen den Benediktinerabteien Quarr Abbey und der von La Vieille-Lyre in der Haute-Normandie über die Frage, zu welcher Abtei das Land und die Kirche gehörten. Aus dieser Zeit stammt ebenfalls die südliche Kapelle am vorderen Teil des Langhauses. Spätere Ergänzungen und Veränderungen wurden an den Fenstern vorgenommen.

## Inneres und Ausstattung

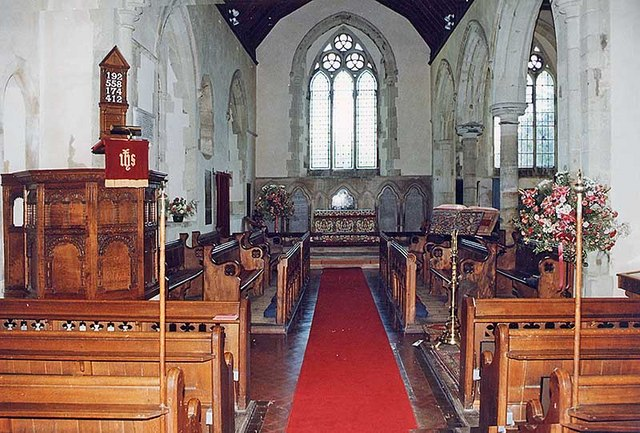
Blick in den hinteren Teil des Langhauses

Die Kirche verfügt über kein Querschiff. Im hinteren Teil des Langhauses sind die beiden parallelen Schiffe von Arkadenbögen getrennt, die ihrerseits auf schlanken Säulen aufsitzen, die Basen und Kapitelle werden als mit „großer Schönheit“ gearbeitet beschrieben.
Die Kanzel stammt zumindest teilweise aus der jakobinischen Epoche.
In der Kirche finden sich verschiedene Grabmäler der Familie Worsley Holmes: die Gräber von Sir Henry Worsley Holmes, er starb 1811, von Sir Richard Fleming Worsley Holmes, gestorben 1814 sowie von Sir Leonard Worsley Holmes, er starb 1825. Die ersten beiden Gräber sind Arbeiten von Sir Richard Westmacott. Das älteste Grabmal hingegen stammt aus dem frühen 15. Jahrhundert, hier wurde Henry Hawls beigesetzt, die Platte ist, in England häufig für diese Zeit, aus Messing als Brasse gearbeitet.